# 山寺町 (北九州市)
山寺町（やまでらまち）は福岡県北九州市八幡西区の町。住居表示実施済み。郵便番号は806-0030。

## 地理
八幡西区の北部東側に位置し、北に熊西、東に筒井町、南に西王子町，東王子町、西に青山と接する。

## 地域の特徴
町域の西部、一宮神社のある丘陵地を除いて平坦な土地。南縁を東西に山手通りが走る。北九州市立熊西中学校，熊西保育園，聖ヨゼフ幼稚園，筒井市民センターなどがある。

## 歴史
当地は近世初期には熊手村の本村であったが、黒崎宿の創設に際して本村を宿内に移したため、以後熊手村の枝村となる（田圃志・続風土記・続風土記付録）。大正6年三菱合資による新地買収、昭和9年日本タール工業（現三菱ケミカル）の社宅用地買収が行われ、周辺から開発が始まる。昭和初期から当地付近は西山寺・東山寺と通称され、戦後、両者を合わせて山寺町と通称された。

### 地名の由来
大字熊手の字、山寺より。昔はここに開蔵庵，景行庵，経竹庵，桂昌院，養釈院など寺院が多くあったことにちなむという。

### 沿革
- 1959年（昭和34年） - 山寺町新設[4]。
- 1963年（昭和38年）2月1日 - 八幡市、戸畑市、小倉市、若松市、門司市の5市が合併し、北九州市が発足。八幡市山寺町は北九州市八幡区山寺町となる。
- 1963年（昭和38年）4月1日 - 北九州市が政令指定都市に指定され、八幡区、戸畑区、小倉区、若松区、門司区の5区を設置。北九州市八幡区山寺町は北九州市八幡区山寺町となる。
- 1967年（昭和42年）6月1日 - 山寺町の一部が熊西二丁目になり、山寺町に大字熊手の一部が編入、住居表示実施[6]。
- 1974年（昭和49年）4月1日 - 八幡区が八幡西区と八幡東区に分かれ、八幡区山寺町は八幡西区山寺町となる[7]。

### 町名の変遷
| 実施内容 | 実施年月日               | 実施後 | 実施前                   |
| -------- | ------------------------ | ------ | ------------------------ |
| 町名新設 | 1959年（昭和34年）       | 山寺町 | 大字熊手の一部           |
| 住居表示 | 1967年（昭和42年）6月1日 | 山寺町 | 山寺町，大字熊手の各一部 |

## 世帯数と人口
2025年（令和7年）3月31日現在（北九州市発表）の世帯数と人口は以下の通りである。
| 町     | 世帯数  | 人口    |
| ------ | ------- | ------- |
| 山寺町 | 620世帯 | 1,173人 |

### 人口の変遷
国勢調査による人口の推移。
| 1995年（平成7年）  | 573人   | [ 9 ]  |  |
| 2000年（平成12年） | 963人   | [ 10 ] |  |
| 2005年（平成17年） | 916人   | [ 11 ] |  |
| 2010年（平成22年） | 834人   | [ 12 ] |  |
| 2015年（平成27年） | 811人   | [ 13 ] |  |
| 2020年（令和2年）  | 1,075人 | [ 14 ] |  |

### 世帯数の変遷
国勢調査による世帯数の推移。
| 1995年（平成7年）  | 285世帯 | [ 9 ]  |  |
| 2000年（平成12年） | 431世帯 | [ 10 ] |  |
| 2005年（平成17年） | 420世帯 | [ 11 ] |  |
| 2010年（平成22年） | 406世帯 | [ 12 ] |  |
| 2015年（平成27年） | 408世帯 | [ 13 ] |  |
| 2020年（令和2年）  | 535世帯 | [ 14 ] |  |

## 学区
市立小・中学校に通う場合、学区は以下の通りとなる。
| 町     | 街区 | 小学校               | 中学校               |
| ------ | ---- | -------------------- | -------------------- |
| 山寺町 | 全域 | 北九州市立筒井小学校 | 北九州市立熊西中学校 |

## 交通

### バス
域内のバス停と系統は以下のとおりである。
| 運行事業者 | 運行事業者     | 西鉄バス北九州 | 西鉄バス北九州 | 西鉄バス北九州 |
| 系統       | 系統           | 80             | 82             | 197            |
| 停留所     | 八幡西郵便局前 | ○              | ○              | ○              |

## 施設

### 公共施設
- 筒井市民センター

### 教育施設
- 北九州市立熊西中学校
- 聖ヨゼフ幼稚園

### 社会福祉施設
- 熊西保育園

### 寺社
- 一宮神社[注 1]

### 公園
- 一ノ宮公園
- 御手洗公園